# Campionato francese di hockey su pista 1925
Il Campionato francese 1925 è stato l'11º campionato nazionale francese di hockey su pista di prima divisione.

È stato organizzato dalla Federazione di pattinaggio della Francia.

A vincere il titolo di campione di Francia è stato lo Stade Bordelais per la prima volta nella sua storia.

## Squadre partecipanti
| Club            | Sponsor | Città     | Impianto interno |
| --------------- | ------- | --------- | ---------------- |
| Paris           |         | Parigi    |                  |
| Stade Bordelais |         | Bordeaux  |                  |
| Tourcoing       |         | Tourcoing |                  |

## Risultati

### Semifinale
| Squadra 1       | Squadra 2 | Risultato     |
| --------------- | --------- | ------------- |
| Stade Bordelais | Tourcoing | 30 marzo 1925 |
| Stade Bordelais | Tourcoing | 4 - 0         |

### Finale
| Squadra 1       | Squadra 2 | Risultato     |
| --------------- | --------- | ------------- |
| Stade Bordelais | Paris     | 30 marzo 1925 |
| Stade Bordelais | Paris     | 7 - 2         |

## Campioni
| Campione di Francia 1925  |
| ------------------------- |
| Stade Bordelais 1º titolo |